# Moretti (azienda)
La Moretti S.p.A. è stata una piccola casa automobilistica e motociclistica italiana, attiva dal 1925 al 1989.

## Storia

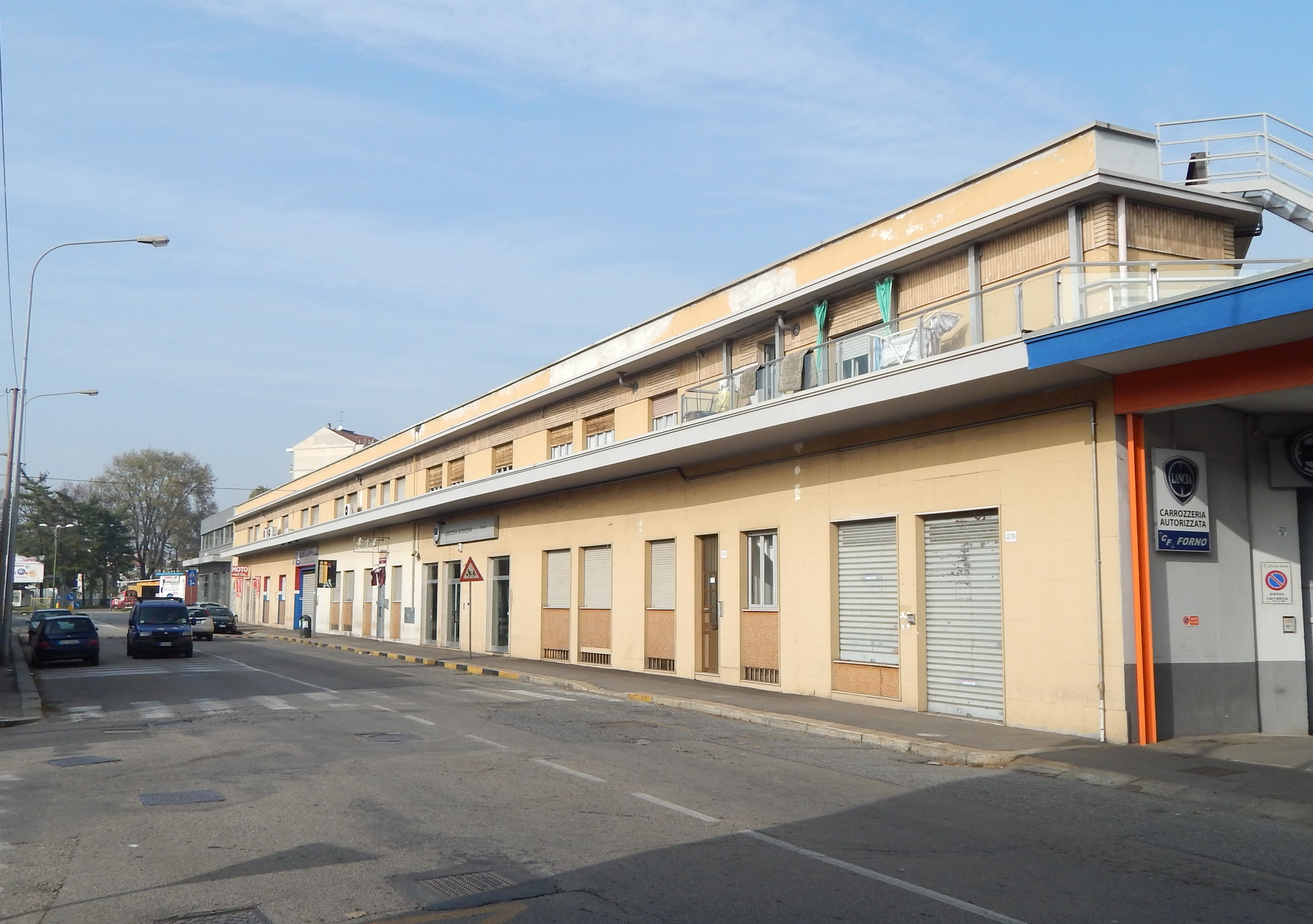
Una veduta dell'ex stabilimento automobilistico Moretti in via Monginevro

Fondata a Torino nel quartiere Lesna da Giovanni Moretti, nel 1926 presenta la prima realizzazione motociclistica, cui seguirà la produzione d'una gamma di motocarri e motoleggere, compresi alcuni modelli da competizione dotati di un pregevole telaio, a culla aperta, in lamiera stampata.
È nella seconda metà degli anni trenta che verrà realizzata la prima automobile: la Moretti 500, una piccola vettura torpedo a tre posti, con motore anteriore bicilindrico da 500 cm³ e trazione posteriore.
All'inizio della guerra, data la scarsa reperibilità di carburante, la Moretti realizza un autocarro a propulsione elettrica con una portata di 30 q, che viene immesso sul mercato con il nome di Elettrocarro e, con lo stesso tipo di motorizzazione, viene anche prodotta un'interessante automobile pensata per il trasporto pubblico. Si tratta di una piccola monovolume denominata Elettrovettura che può ospitare fino a sette passeggeri. La produzione di entrambi i veicoli fu limitata e non si ha notizia di esemplari sopravvissuti.
Nel 1946 viene presentato il prototipo della Cita, una microvettura la cui produzione comincerà l'anno dopo e che ottiene un discreto successo, seguita dai modelli 600 e 750. La produzione Moretti è caratterizzata da un elevato grado di finitura e dalla possibilità di ottenere i modelli in molteplici configurazioni di carrozzeria che comprendono, oltre alla berlina, anche coupé, spider e giardinetta.
Ma l'avvento della Fiat 600 e, poi, della Fiat 500, pose le automobili della Moretti fuori mercato a causa degli elevati costi delle produzioni in piccola serie e, sul finire degli anni cinquanta, l'azienda decise di sospendere la costruzione completa delle vetture per principalmente dedicarsi a realizzare carrozzerie speciali su meccaniche di grande serie.
Negli anni sessanta, liberata dal peso della progettazione e costruzione delle parti meccaniche, la Moretti sfornò una serie impressionante di allestimenti su basi Alfa Romeo, Maserati e FIAT, sempre contraddistinte da ottimi livelli di finitura ed assemblaggio e, spesso, magistralmente disegnate da Giovanni Michelotti che, per la Moretti, progettò una trentina di modelli.
Nel 1964 la Moretti S.p.A. ampliò la sua sede e contava 145 dipendenti (120 operai e 25 impiegati); lo stabilimento occupava un'area di 9.000 m², mentre la produzione annuale era dell'ordine delle 1.500 unità.
Negli anni settanta l'azienda ridusse drasticamente la gamma offerta, mutando la ragione sociale in Moretti S.a.s., limitandosi a realizzare versioni speciali delle vetture FIAT di maggiore produzione, come le spiaggine 126 Minimaxi e 127 Midimaxi e le raffinate 128 Coupé e 128 Roadster, pregevoli modelli che otterranno un discreto successo di vendite.
Questa politica proseguirà anche nel decennio successivo, ma con meno fortuna commerciale, con la “Uno Folk” e la “Panda Rock”, fino alla definitiva chiusura dell'azienda nel dicembre 1989.

## Principali modelli Moretti
- Moretti 500
- Moretti Elettrocarro
- Moretti Elettrovettura
- Moretti Cita
- Moretti 600
- Moretti 720
- Moretti 750
- Moretti 1200
- Moretti 1500
- Moretti Sporting 4x4
  - Fiat Formula Junior
  - Fiat 1100 Moretti
  - Fiat 1200 Moretti
  - Fiat 1500 Moretti
  - Fiat 2200 Moretti
  - Fiat 2500 Moretti SS
  - Fiat 600 Moretti
  - Fiat 500 Moretti Coupé
  - Fiat 500 Moretti Lusso
  - Fiat 500 Moretti Minimaxi
  - Fiat 850 Moretti
  - Fiat 850 Moretti Coupé
  - Fiat 850 Moretti Spider
  - Fiat 850 Moretti Sportiva
  - Fiat 124 Moretti Coupé
  - Fiat 125 Moretti Coupé
  - Fiat 126 Moretti Lusso
  - Fiat 126 Moretti Minimaxi
  - Fiat 127 Moretti Coupé
  - Fiat 127 Moretti Lusso
  - Fiat 127 Moretti Midimaxi
  - Fiat 127 Moretti Paguro
  - Fiat 128 Moretti Coupé
  - Fiat 128 Moretti Roadster
  - Fiat 128 Moretti Lusso
  - Fiat 132 Moretti Coupé
  - Fiat Panda Moretti Rock
  - Fiat Uno Moretti Folk
  - Alfa Romeo Giulietta Moretti Folk
  - Maserati 3500 GT Moretti

## Storia per immagini

Il prototipo del 1946 della prima vetturetta Moretti del dopoguerra, la "Cita", con motore da 250 cmc, a due cilindri orizzontali contrapposti
La Moretti 350 "Cita" del 1947-49. A bordo della vettura, il costruttore, Giovanni Moretti
Una delle minuscole Moretti 350 "Cita" costruite in piccola serie, ritratta nel 1949 in occasione di un raduno a Saint Vincent (la "Cita" è la prima della fila)
La Moretti 600 esposta al Salone di Torino nel maggio 1950
La Moretti 600 nella versione cabriolet, esposta al Salone di Torino nel maggio 1950
La Moretti 600 nella versione giardinetta, esposta al Salone di Torino nel maggio 1950
La Moretti 600 così come si presenta all'inizio del 1951
La Moretti 600 nella rinnovata veste del maggio 1951
La Moretti 720B - modello intermedio tra la 600 e la 750 - commercializzato alla fine del 1952
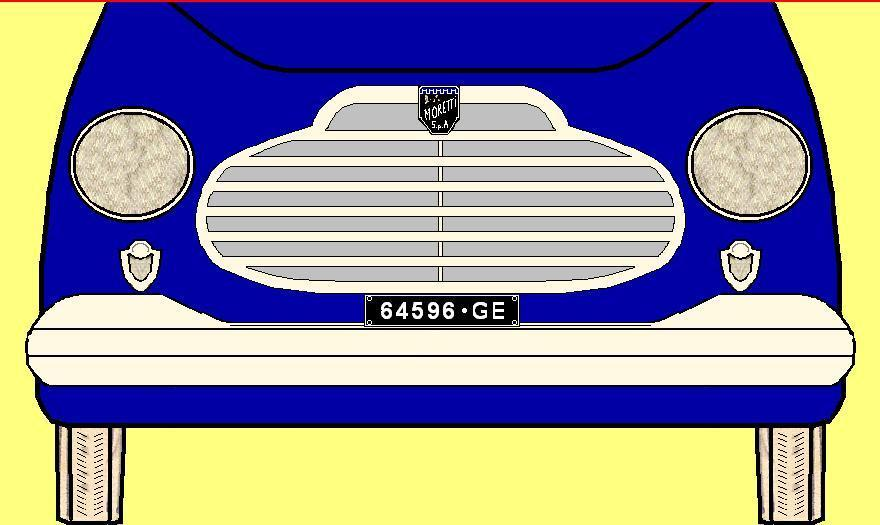
Il frontale della Moretti 720B (1952) e della prima 750 (1953)
La Moretti 720 B nella versione cabriolet
La "classica" Moretti 750 del 1953
La Moretti in versione "pullmino" esposta al Salone di Torino 1954 e disponibile con motori da 750 e da 1200 cmc
Moretti 750 "bialbero" Zagato 1954
La graziosa Moretti 750 nella versione Alger-Le Cap del 1955-56
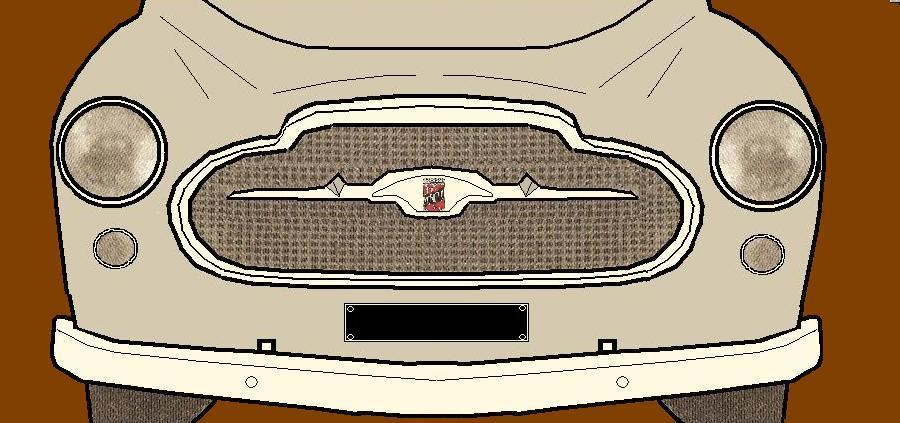
Il frontale della Moretti 750 Alger-Le Cap del 1955-56
Vista di 3/4 anteriore della Moretti 750 TDM "Tour De Monde" commercializzata dal novembre '56 al giugno '58
Vista di 3/4 posteriore della Moretti 750 TDM "Tour De Monde"
La Moretti "Superpanoramica", commercializzata dal luglio '58 all'ottobre' 61
Moretti Formula Junior c/motore Fiat del 1959 (vista frontale)
Moretti Formula Junior c/motore Fiat del 1959 (vista laterale)
Una delle ultime Moretti non derivate Fiat: La 1500 Golden Arrow del 1959-60
La Moretti giardinetta "4 usi" del 1960: poteva essere equipaggiata con motori da 750 oppure 820 oppure 1000 cmc
Monza, 24 aprile 1960: la vettura che guida il lotto di concorrenti che appare nella fotografia è la Moretti di Formula Junior (munita di motore Fiat 1100-103 elaborato) condotta da Domenico Lo Coco
La Moretti-Fiat di Formula Junior vittoriosa con Domenico Lo Coco nella corsa in salita Sierre-Montana Crans svoltasi in Svizzera il 14-08-1960
La Moretti 2200 coupé derivata Fiat del 1960-61
La Moretti 1100 coupé derivata Fiat del 1961-62
La Moretti 1100 spider derivata Fiat del 1961-62
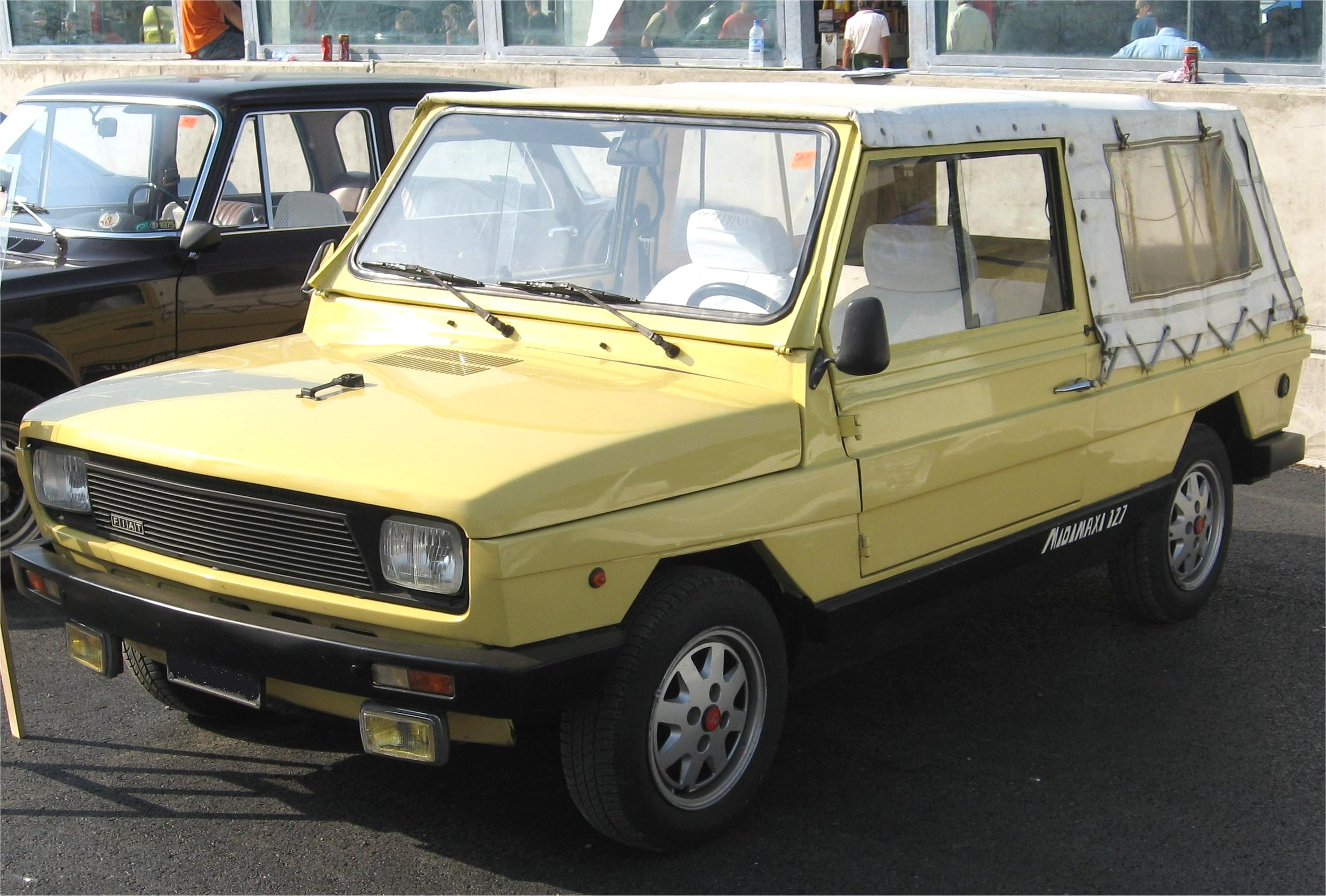
La Fiat 127 Moretti Midimaxi del 1980
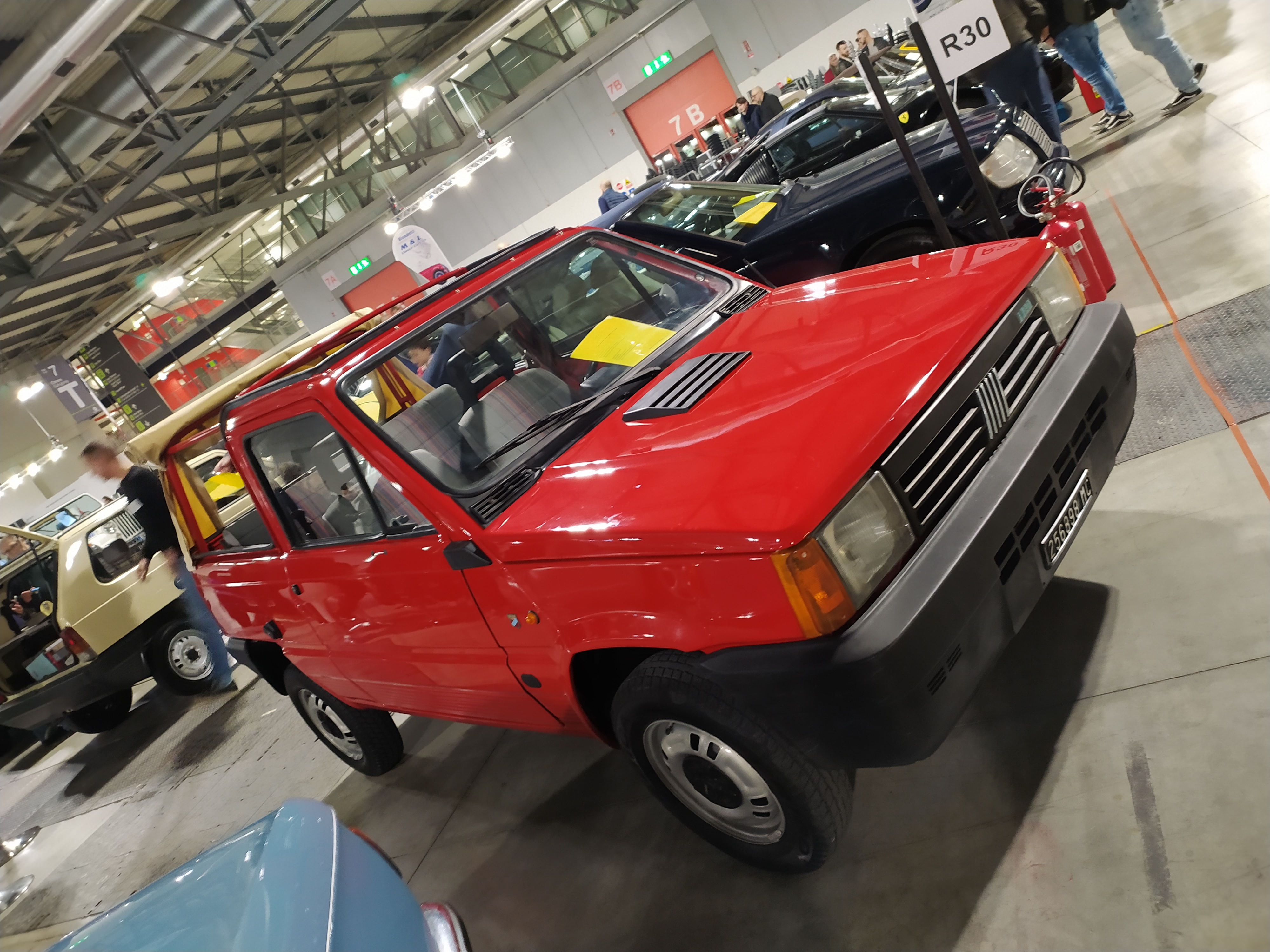
La Moretti Panda "Rock" del 1986-89
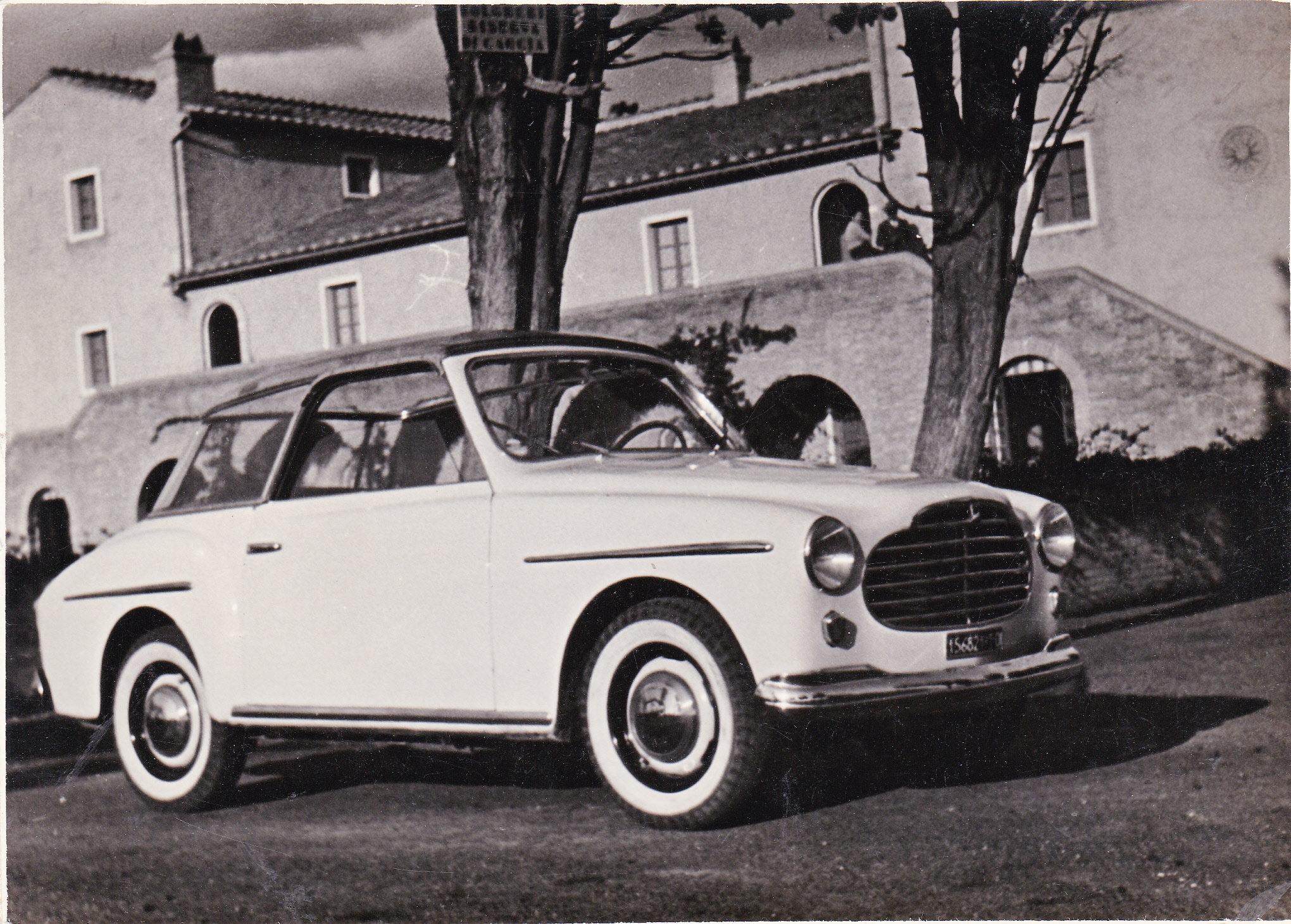
Moretti 750 cabriolet 4 posti anno 1953 con hard top integrale in plexiglas. Esemplare unico.